# Gert Sibande (Distrikt)
Gert Sibande (englisch Gert Sibande District Municipality) ist ein Distrikt in der südafrikanischen Provinz Mpumalanga. Der Sitz der Distriktverwaltung befindet sich in Ermelo. Bürgermeister ist Muzi Gibson Chirwa.
Der Distrikt ist seit 2003 nach dem Politiker Gert Sibande benannt. Zuvor trug er den Namen Eastvaal District Council.

## Gliederung
Die Distriktgemeinde wird von folgenden Lokalgemeinden gebildet:
- Chief Albert Luthuli
- Dipaleseng
- Pixley Ka Seme
- Govan Mbeki
- Lekwa
- Mkhondo
- Msukaligwa

## Demografie
Er hatte 1.043.194 Einwohner (Stand: 2022) und 1.135.409 Personen in 2016 auf einer Gesamtfläche von 31.841 km².

## Parks und Naturschutzgebiete
- Standerskop Nature Reserve